# Villetaneuse
Villetaneuse é uma comuna francesa localizada no departamento de Seine-Saint-Denis, região da Ilha de França.

## Toponímia
Villetaneuse é mencionada sob as formas seguintes ao longo da História: Villa Tineosa (por volta de 1120); Villa Teignosa (1209); Villa Teigneuse (1313); Villa Scabiosa (século XV); Ville Tigneuse (1470); Ville-taneuse (1517).

## História

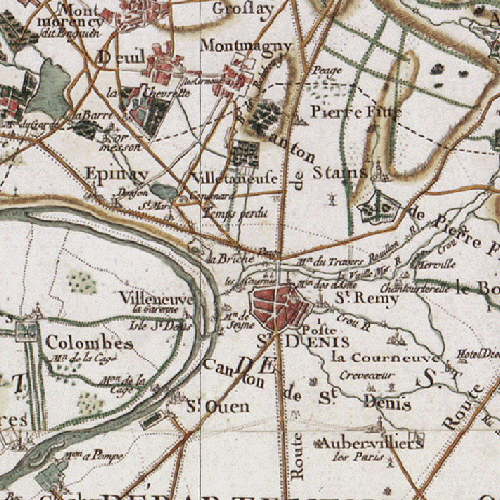
Extrato da carta de Cassini. Villetaneuse está ao noroeste de Saint-Denis
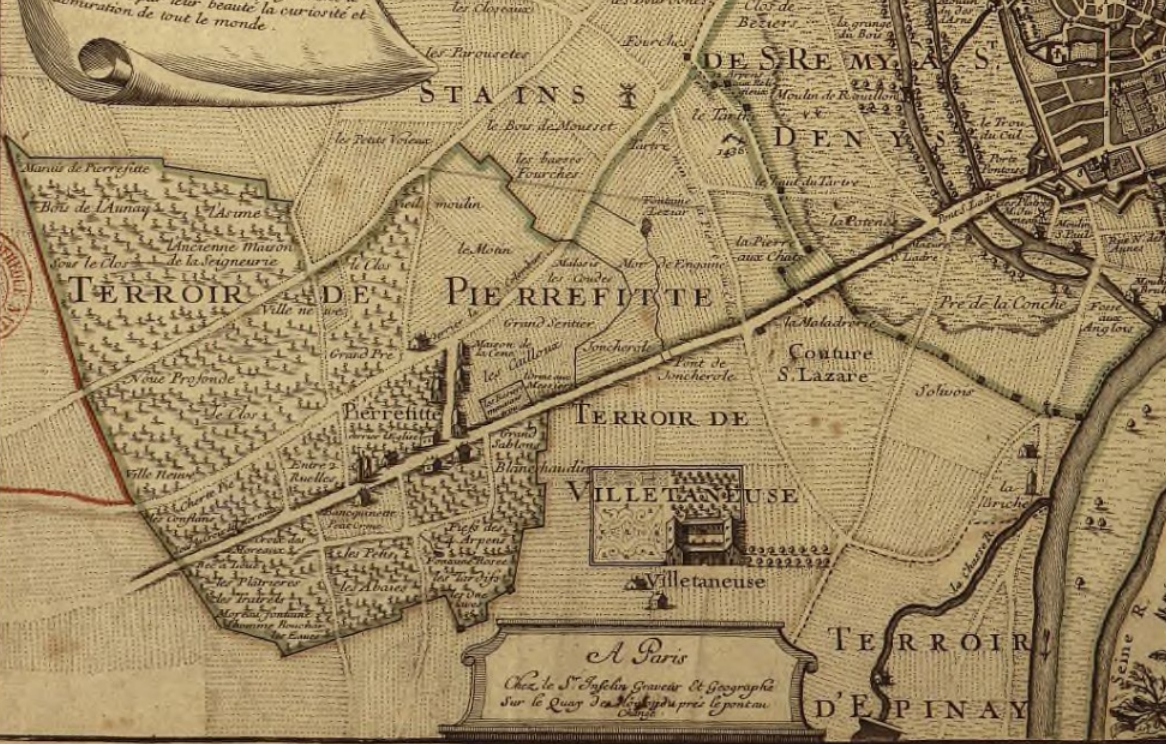
Os territórios de Stains-Pierrefitte-Villetaneuse-Epinay em 1707
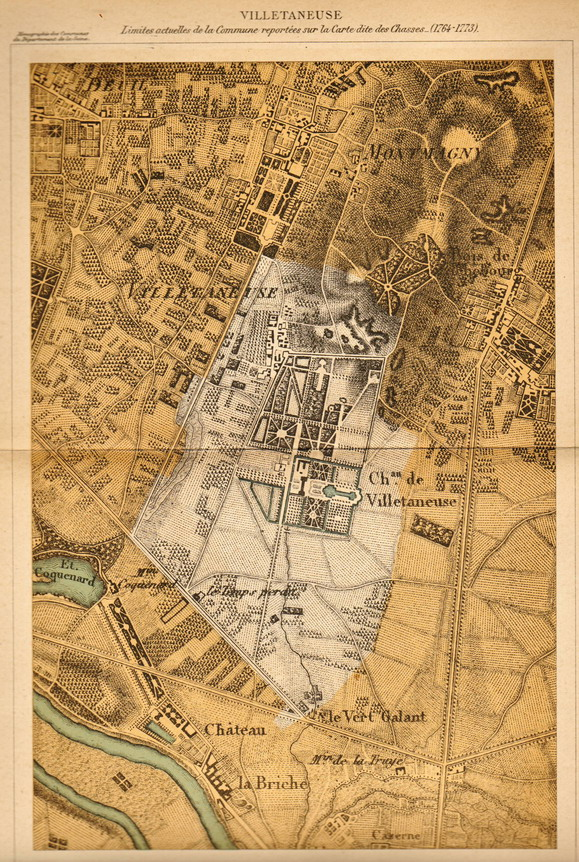
Mapa das Casas de Caça do Rei (1764-1773)

### Orígens
A primeira menção de Villetaneuse é atestada em 1120, de "Ricardus de Villatenosa". O feudo de Villetaneuse se releva então às vezes ao Senhor de Montmorency e ao Abade de Saint-Denis.

## Pessoas ligadas à comuna
- Maurice Utrillo, pintor que viveu em Pierrefitte, representou em tela a Igreja de Villetaneuse e o Castelo de Villetaneuse.
- O escultor César teve o seu atelier na comuna;
- Guy Sénac, um antigo jogador de futebol, nasceu a 13 de março de 1932 em Villetaneuse;
- O cantor Martial Tricoche, da banda Manau;